# إڭلي
إڭلي هي جماعة قروية في إقليم تارودانت بجهة سوس ماسة في جنوب المغرب. وهي تضم 197 11 نسمة حسب الإحصاء العام للسكان والسكنى لسنة 2014.
يقع مركز الجماعة على الطريق الوطنية رقم 7، بين مدينتي تارودانت وأولاد برحيل. ويبعد عن مدينة أولاد برحيل بـ 10 كلم، وعن مدينة تارودانت بـ 30 كلم.

## دواوير الجماعة
- دوار سيدي احماد أو ما يسمى ب اكلي الجديد (أكبر الدواوير)
- دوار أكادير العمور
- دوار أكادير الكبير
- دوار أيت بويضس
- دوار أكادير الجديد
- دوار الدريبة
- دوار أكويديرة
- دوار أكادير البروج
- دوار أكادير الشراع
- دوار الغويبة
- دوار سيدي حمادى
- دوار أڭمير
- دوار أكادير الشيابنة
- دوار أكادير الرمل
- دوار الرزاكنة
- دوار أولاد عمر بن علي
- دوار الدير
- دوار الشامة

## التعليم
قائمة المؤسسات التعليمية في جماعة إڭلي:
- مجموعة مدارس النهضة (المركزية: إڭلي / الوحدات: سيدي حماد، المخاتير)
- مجموعة مدارس السراحنة (المركزية: السراحنة / الوحدات: تمدوين - أولاد جعفر)
- مجموعة مدارس الرزاكنة (المركزية: الرزاكنة / الوحدات: أولاد عمر بن علي، الدير، الشامة، أضوار)
- إعدادية إڭلي